# Lennart Schönbeck
Kurt Lennart Ingemar Schönbeck, född 14 juli 1933 i Stockholm, död 30 september 2018, var en svensk målare.
Schönbeck är son till guldsmeden Kurt Schönbeck. Han fick tidigt lära sig att gravera av sin far och samtidigt som han arbetade som gravör 1950–1953 studerade han på Konstfackskolan som följdes upp med studier vid Fetcós målarskola 1954 och krokitecknande vid Konsthögskolan 1955 och studier för Leopold Fare vid Stockholms högskolas kursverksamhet. Han bedrev självstudier under resor till Tyskland, Nederländerna, Frankrike och Spanien. Separat ställde han bland annat ut på Hässelbygård 1958 och hos HSB i Stockholm 1960. Han medverkade i Hässelbygruppens utställningar på Hässelbygård och Medborgarhuset i Vällingby. Hans konst består av figur och landskapsmotiv.  